# چیست
چیست (به لاتین: Chist) ، یک روستا و آبادی در بلاروس است که در منطقه مینسک واقع شده‌است. چیست ۵٬۴۲۲ نفر جمعیت دارد.